# Novalis
Novalis [novális], pravo ime baron Georg Friedrich Philipp Freiherr von Hardenberg, nemški pesnik, filozof in rudarski inženir, * 2. maj 1772, dvorec Oberwiederstedt pri Mansfeldu, † 25. marec 1801 Weißenfels.
Novalis velja poleg F. Hölderlina za najpomembnejšega pesnika zgodnje nemške romantike. Rojen je bil v plemiški družini. Študiral je filozofijo v Jeni, pravo v Leipzigu in rudarstvo v Freiburgu, in bil član jenskega romantičnega kroga, zaposlen v rudniški upravi.
Novalis se je od vseh zgodnjih nemških romantikov najizraziteje nagibal k mistiki, romantičnemu klasicizmu in veri v idealizirane vrednote srednjega veka. Podobno kot Hölderlin je opeval neskladnost ideala in stvarnosti, vendar idealne preteklosti ni iskal v antiki, ampak v krščanskem patriarhalnem srednjem veku.
Njegovo književno delo obsega poleg esejev in aforizmov predvsem liriko in nedokončan roman Heinrich von Ofterdingen. Za razvoj nemške romantike je pomemben še njegov esej Krščanstvo ali Evropa (Die Christenheit oder Europa, 1799), kjer je postavil sodobni stvarnosti nasproti romantično predstavo srednjeveške Evrope. Glavno pesniško delo je ciklus Himne noči (Hymnen an die Nacht, 1797; v slovenščini 1995), napisano v spomin na Sophie von Kühn, s katero se je zaročil leta 1795, a je umrla za tuberkulozo petnajstletna dve leti po zaroki. Ciklus sestoji iz pesmi v verzih in prozi; glavna tema je »hrepenenje po smrti«, ki vodi človeka v mistično dojeto onstranstvo, pesniško ponazorjeno s simboli noči, sanj in teme. V slovenščino imamo prevedeno  izbrano delo Svet so sanje , sanje so svet (1995).